# رابرت بیلز
رابرت بیلز (به انگلیسی: Robert Bales) زاده ۳۰ ژوئن ۱۹۷۳ در شهر نوروود، اوهایوی آمریکا، یکی از سربازان پیشین نیروی زمینی ایالات متحده آمریکا در افغانستان بود که در چهارمین مأموریت رزمی خود در این کشور در تاریخ ۱۱ مارس ۲۰۱۲، در ولسوالی پنجوائی در ولایت قندهار به روی شهروندان دو روستای نزدیک به پایگاه آمریکایی آتش گشوده و تعداد ۱۶ افغان را کشته و ۶ تن دیگر را زخمی‌کرد. این حادثه پس از اعتراضات محلی به آتش زدن قرآن توسط نیروهای آمریکایی به وقوع پیوست. این حادثه در رسانه‌ها بنام کشتار قندهار شناخته می‌شود.
بیلز در این حادثه یک قبضه ام۴ کارابین، یک قبضه پرتاپ کننده نارنجک ام۲۰۳‏ و یک قبضه سلاح کمری برتا ام۹‏ به همراه داشت.
بیلز پیش از وارد شدن در نیروی زمینی ایالات متحده آمریکا در تاریخ ۱۱ نوامبر ۲۰۰۱ به جرم کلاهبرداری به پرداخت مبلغ ۱٫۵ میلیون دلار جریمه نیز محکوم شده بود.
رابرت بیلز پس از جریان محاکمه صحرائی پنج روزه در ایالت واشینگتن در تاریخ ۲۳ اوت ۲۰۱۳ به حبس ابد بدون عفو مشروط محکوم شد. وی با هماهنگی دادستان به گناه خود اعتراف کرده‌بود تا از مجازات مرگ بگریزد.

## واژه‌نامه
1. ↑  Fort Irwin National Training
2. ↑  Karilyn Bales
3. ↑  M4 carbine
4. ↑  M203 grenade launcher
5. ↑  Beretta M9 sidearm